# Campionati mondiali di canoa/kayak slalom 1991
I XXII Campionati mondiali di canoa/kayak di slalom si sono svolti a Tacen (Jugoslavia).
È stata la prima edizione in cui Germania ha gareggiato come un'unica nazione dopo la riunificazione.

## Podi

### Uomini
| Evento        | Oro                                                        | Perform. | Argento                                                 | Perform. | Bronzo                                                | Perform. |
| Canoa         |                                                            |          |                                                         |          |                                                       |          |
| C-1           | Germania Martin Lang                                       |          | Stati Uniti Adam Clawson                                |          | Francia Jacky Avril                                   |          |
| C-1 a squadre | Stati Uniti Adam Clawson Jon Lugbill Jed Prentice          |          | Francia Jacky Avani Ril Hervé Delamare Emmanuel Brugvin |          | Regno Unito Mark Delaney Bill Horsman Gareth Marriot  |          |
| C-2           | Francia Franck Addison Wilfrid Forgues                     |          | Cecoslovacchia Jiří Rohan Miroslav Šimek                |          | Francia Emmanuel del Rey Thierry Saidi                |          |
| C-2 a squadre | Francia                                                    |          | Cecoslovacchia                                          |          | Germania                                              |          |
| Kayak         |                                                            |          |                                                         |          |                                                       |          |
| K-1           | Regno Unito Shaun Pearce                                   |          | Jugoslavia Marjan Strukelj                              |          | Germania Martin Hemmer                                |          |
| K-1 a squadre | Francia Manuel Brissaud Gilles Clozeau Jean-Michel Reginer |          | Germania Thomas Becker Michael Glöckle Michael Seibert  |          | Cecoslovacchia Lubos Hilgert Peter Nagy Pavel Prindis |          |

### Donne
| Evento        | Oro                                                    | Perform. | Argento                                                                | Perform. | Bronzo                                                    | Perform. |
| Kayak         |                                                        |          |                                                                        |          |                                                           |          |
| K-1           | Germania Elisabeth Micheler-Jones                      |          | Stati Uniti Dana Chladek                                               |          | Germania Gordula Striepecke                               |          |
| K-1 a squadre | Francia Myriam Jerusalmi Anouk Loubie Marianne Agulhon |          | Cecoslovacchia Zdenka Grossmanová Stepanka Hilgertová Marcela Sadilová |          | Stati Uniti Kirsten Brown-Fleshman Dana Chladek Kara Weld |          |

## Medagliere
| Posizione | Paese          | Oro | Argento | Bronzo | Totale |
| --------- | -------------- | --- | ------- | ------ | ------ |
| 1         | Francia        | 4   | 1       | 2      | 7      |
| 2         | Germania       | 2   | 1       | 3      | 6      |
| 3         | Stati Uniti    | 1   | 2       | 1      | 4      |
| 4         | Regno Unito    | 1   | 0       | 1      | 2      |
| 5         | Cecoslovacchia | 0   | 3       | 1      | 4      |
| 6         | Jugoslavia     | 0   | 1       | 0      | 1      |
| Totale    | Totale         | 8   | 8       | 8      | 24     |